# Анна. Біографія (книга)
“Анна. Біографія” (англ. Anna. The biography) — біографія головної редакторки Vogue з 1988 року — Анни Вінтур. Видана в США в 2022 році. Книга написана письменницею Емі Оделл на основі 250 проведених інтервʼю з близькими друзями та колегами головної героїні.

## Про Анну Вінтур
У своїй книзі авторка описала будні британської журналістки та легендарної постаті у світі моди - Анни Вінтур. Саме вона задає напрям у модному світі сьогодення. Вона цілеспрямована та наполеглива. Відома своєю вимогливістю, безапеляційністю та амбітністю. Вважається, що саме Анна Вінтура була прототипом Міранди Прістлі у фільмі “Диявол носить прада”. The New York Times вже встигли назвати, "Анна. Біографія" —  найвідвертішим портретом Анни Вінтур, колись створений. А Bloomberg внесли книгу до списку найкращих видань 2022 року. 